# Minolta CLE
Die Minolta CLE war eine analoge Kleinbild-Messsucherkamera mit Leica-M-Bajonett, gekuppeltem Mischbild-Entfernungsmesser, TTL-Messung und Zeitautomatik.

## Entwicklung

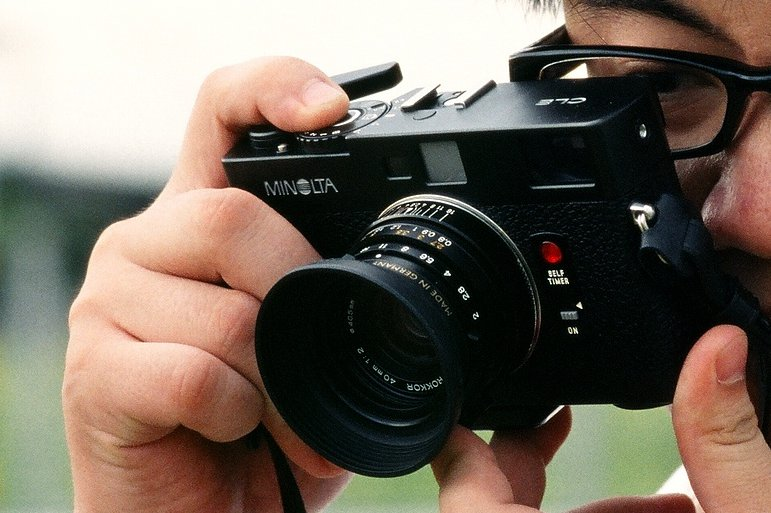
Minolta CLE mit M-Rokkor 40 mm/2

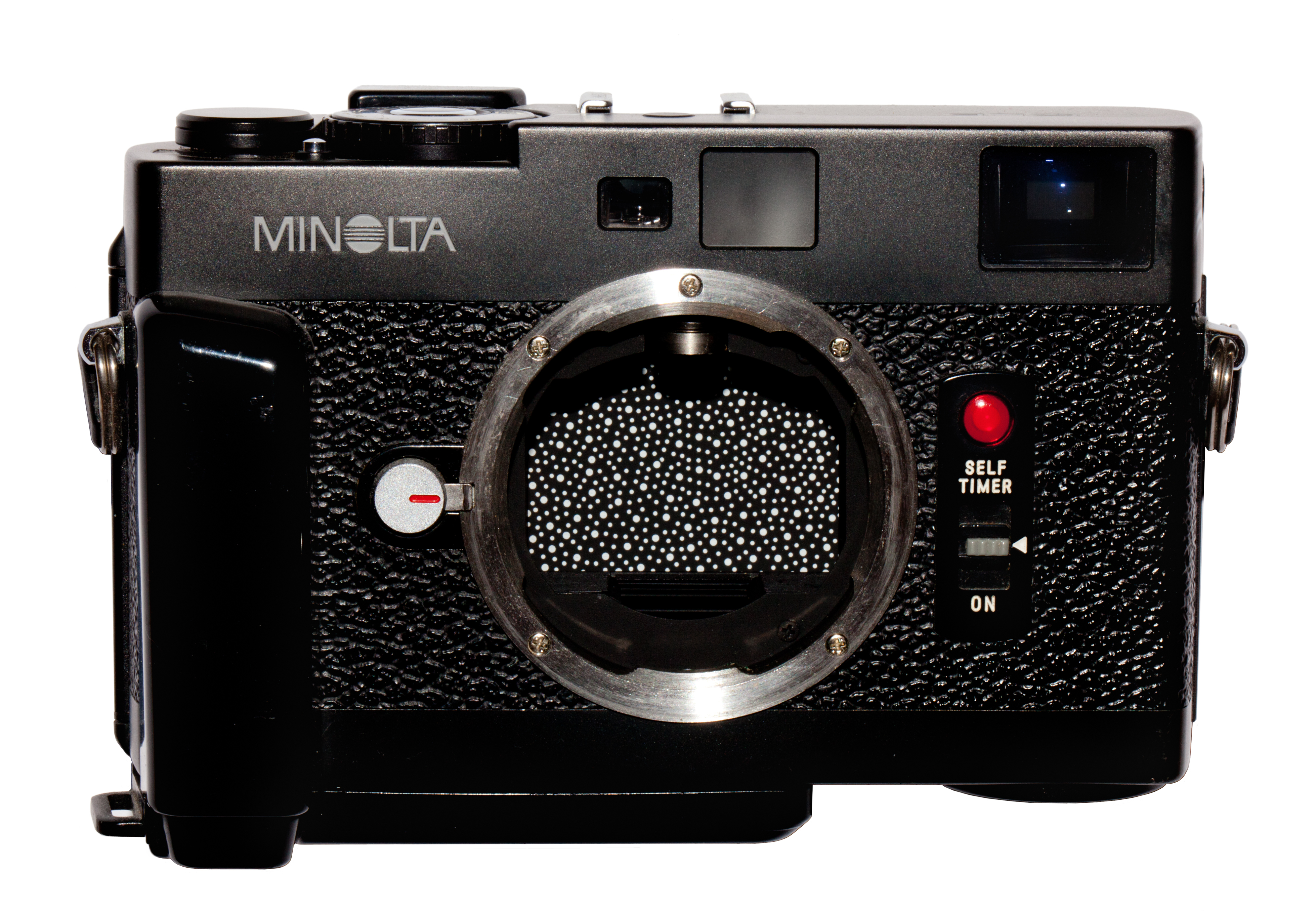
Minolta-CLE-Verschlussvorhang

Ernst Leitz Wetzlar GmbH und Minolta hatten 1972 ein Kooperationsabkommen unterzeichnet, welches unter anderem die Entwicklung und den Bau einer preiswerten Einsteigerkamera mit Leica-M-Bajonett vorsah. Ergebnis war die von Leitz entwickelte und von Minolta in Japan gefertigte Leica CL, die 1973 erschien und bis 1976 gebaut wurde. Leitz stellte die Produktion u. a. deswegen ein, weil die preiswerte CL die Umsatzzahlen für die kostspieligen M-Modelle sinken ließ. Minolta entwickelte daraufhin die Kamera in Eigenregie zur Minolta CLE weiter. Das Modell wurde 1981 eingeführt und war bis 1984/5 erhältlich, insgesamt wurden knapp 35.000 Stück ausgeliefert.

## Beschreibung
Die Minolta CLE besitzt einen elektronisch gesteuerten Tuchschlitzverschluss mit einer kürzesten Verschlusszeit von 1/1000 s und kürzester Blitzsynchronzeit von 1/60 s sowie einen eingebauten TTL-(„durch das Objektiv“)-Belichtungsmesser. Sie war die erste Kamera mit M-Bajonett mit Belichtungsautomatik und automatischer TTL-Blitzsteuerung. Damit bot die Kamera bereits 1981 Ausstattungsmerkmale, die Leica erst 1998 mit der M6 TTL einführte.
Durch den moderneren Verschluss änderten sich auch die Bedienungselemente an der Außenseite. Der für die Leica CL charakteristische Zeiteinstell-Knopf an der Vorderseite des Gehäuses wanderte an die Oberseite des Gehäuses und bietet Einstellmöglichkeit von 1 bis 1/1000 Sekunde in ganzen Stufen, B sowie A für Zeitautomatik inklusive Belichtungskorrekturvorgaben von −2 bis +2 LW in halben Stufen. An demselben Drehknopf lässt sich durch Hochziehen der äußeren Rändelung die Filmempfindlichkeit von ASA 25 bis ASA 1600 in Drittelstufen einstellen; ein DX-System zur automatischen Filmempfindlichkeitserkennung ist nicht vorhanden. In Einstellung „A“ steuert die Kamera die Belichtungszeit automatisch anhand der eingestellten Filmempfindlichkeit, Blende und Lichtverhältnisse und zeigt die vom Belichtungsmesser gewählte Verschlusszeit mittels einer Reihe von Leuchtdioden im Sucher an. Die Messung erfolgt mit einer Silizium-Fotodiode, die im Kameraboden angebracht ist. Das Licht wird hierfür vor der Aufnahme vom Verschlussvorhang und während der Belichtung von der Filmoberfläche auf diese Messzelle reflektiert. Dadurch reagiert die Kamera auch auf Änderungen der Beleuchtungsverhältnisse während der Belichtung und ändert diese entsprechend. Bei manueller Verschlusszeitenwahl sind Belichtungsmessung und Leuchtdiodenanzeige im Sucher abgeschaltet. Anders als die Leica-M-Kameras besitzt die Minolta CLE eine in konventioneller Weise seitlich angelenkte aufklappbare Rückwand. Die Rückspulkurbel befindet sich an der Gehäuseunterseite und dient zugleich als Rückwand-Entsperrknopf. Die rote Leuchtdiode an der Gehäusevorderseite dient als Ablaufanzeige für den Selbstauslöser sowie zur Batteriekontrolle. Die CLE braucht zwei 1,5-V-Knopfzellen des Typs LR44, SR44 oder entsprechend; ohne Batterien ist die Kamera funktionslos. Das Gehäuse der CLE wiegt 384 g (ohne Deckel, ohne Objektiv, ohne Film, mit Batterien).
Der mit den Objektiven gekuppelte Entfernungsmesser der CLE funktioniert ebenso wie bei den Leica-M-Modellen nach dem Mischbild-Prinzip. Seine physikalische Messbasis ist 49,6 mm breit, und die Suchervergrößerung beträgt 0,58×. Das ergibt eine effektive Messbasis von 28,9 mm. Im Messsucher finden sich Leuchtrahmen für 28-mm-, 40-mm- und 90-mm-Objektive. Der 28er-Rahmen ist immer sichtbar, einerlei, welches Objektiv angesetzt wird, und auch dann, wenn gar kein Objektiv angesetzt ist. Bei Ansetzen des 40-mm-Objektives wird zusätzlich der 40er-Rahmen ins Sucherbild eingespiegelt, bei Ansetzen des 90-mm-Objektives entsprechend der 90er-Rahmen. Die Minolta CLE gilt als zuverlässig, doch Elektronikfehler sind heute, ohne Ersatzteilversorgung, praktisch nicht mehr behebbar. Allerdings sind etliche Bauteile aus der Minolta-XG-Serie übernommen worden, so dass einige Ersatzteile kompatibel sind. Die CLE wurde nur schwarzverchromt angeboten, daneben gab es eine „CLE Gold Edition“ von 300 Stück für den japanischen Markt.

## Objektive
Minolta stellte drei Objektive speziell für die CLE her: das M-Rokkor 1:2,8/28 mm als Weitwinkelobjektiv, das M-Rokkor 1:2/40 mm als Standardobjektiv und das M-Rokkor 1:4/90 mm als kurzes Teleobjektiv. Viele der 28er M-Rokkore zeigen heute Probleme mit der Beschichtung (weiße Flecken). Daneben passen auch die Leica-Objektive für die CL (Leitz Summicron-C 1:2/40 mm und Leitz Elmar-C 1:4/90 mm) sowie die meisten der Leica-M-Objektive, sofern sie nicht zu weit in die Kamera hineinragen.
| M-Rokkor        | 2,8/28  | 2/40    | 4/90    |
| --------------- | ------- | ------- | ------- |
| Brennweite      | 28 mm   | 40 mm   | 90 mm   |
| max. Öffnung    | 1:2,8   | 1:2     | 1:4     |
| Bildwinkel      | 75°     | 57°     | 27°     |
| kleinste Blende | f/22    | f/16    | f/22    |
| Linsen/Gruppen  | 7/5     | 6/4     | 4/4     |
| Nahgrenze       | 0,8 m   | 0,8 m   | 1 m     |
| Filtergröße     | 40,5 mm | 40,5 mm | 40,5 mm |
| Baulänge        | 36 mm   | 25 mm   | 61 mm   |
| Gewicht         | 137 g   | 105 g   | 247 g   |

Baulänge ab Bajonettauflagefläche bis Filtergewindevorderkante; Gewicht ohne Deckel und ohne Gegenlichtblende
Eine Besonderheit der M-Rokkore ist ihre von den Leica-M-Objektiven abweichende Aktivierung der Leuchtrahmen im Sucher. Angesetzt an eine M-Kamera, aktiviert das M-Rokkor 90 mm das 28+90-Rahmenpaar und das M-Rokkor 40 mm das 50+75-Rahmenpaar – doch das 28er aktiviert das 35+135-Rahmenpaar anstelle des 28+90-Rahmenpaares. Diese Abweichung von der im M-System üblichen Konfiguration soll verhindern, dass für das M-Rokkor 28 mm der 90er-Rahmen im Sucher der CLE angezeigt wird. Sie bewirkt aber, dass bei Verwendung des M-Rokkor 28 mm an einer Leica-M-Kamera das falsche Rahmenpaar eingespiegelt wird.
Umgekehrt wird die CLE nur den 28er-Rahmen zeigen anstelle des passenderen 40er-Rahmens, wenn ein M-Objektiv mit 35 mm (oder 135 mm) Brennweite angesetzt wird.

## Blitzgerät
Neben dem Kameragehäuse und den drei M-Rokkor-Objektiven gehört noch ein elektronisches Kompakt-Blitzgerät zum Minolta-CLE-System, welches von der Kamera während der Blitzbelichtung automatisch gesteuert wird. Vollmanueller Betrieb ist ebenfalls möglich. Der Minolta Auto Electroflash CLE nutzt zwei Micro-Zellen Typ AAA mit 1,5 V bzw. NiCd-Akkus Typ AAA mit 1,2 V, leuchtet standardmäßig das Bildfeld des 40-mm-Objektives aus und besitzt eine integrierte, ausziehbare Weitwinkel-Streuscheibe für den Einsatz mit dem 28-mm-Objektiv. Seine Leitzahl beträgt 14 (für ISO 100/21° in Metern) bzw. 10 (mit vorgeschobenem Weitwinkel-Diffusor für ISO 100/21° in Metern), und es wiegt 95 g (ohne Batterien).